# Махатаурі
Махатаурі (груз. მახათური) — село в Грузії.
За даними перепису населення 2014 року в селі проживає 610 осіб.